# دمبل (گیاه)
دمبل یا دنبلان قارچی است از تیره ریشه‌داران رده قارچ‌ها که در تداول عامه به قارچ‌های خوراکی و قارچ‌های چتری و کلاهکداری گفته می‌شود که پس از بارش باران می‌رویند، [قارچ‌ها جزو گیاهان نیستند،،، قارچ‌ها جزو یک دسته جداگانه از جانداران به نام قارچ‌ها هستند، نه گیاهان. تفاوت اصلی آنها در ساختار سلولی و روند تغذیه است؛ قارچ‌ها به نیازهای خود از طریق جذب مواد غذایی از محیط خود پاسخ می‌دهند، در حالی که گیاهان از فتوسنتز برای تولید غذا استفاده می‌کنند.].
دمبل را در عربی فطر، الکمأ یا الفقع می‌گویند.

## خیر
مردمان جنوب ایران به ویژه در هرمزگان و فارس دُمبَل را جمع می‌کنند و پس از شستن و تمیز کردن می‌پزند و با برنج یا نان می‌خورند یا آن را کباب می‌کنند. به این نوع قارچ منطقه بستک خیر و منطقه بندر عباس خهر یا آغر می‌گویند. دُمبَل خوراکی خوشمزه و بسیار مقوی و برای درمان انواع بیماری مفید است است.
در فصل زمستان و بهار و پس از بارش باران در زیر خاک رشد میکند وعلامتی مانند برامدگی و ترک خوردگی خاک است 